# المكتب الشريف للفوسفاط
المكتب الشريف للفوسفاط (بالفرنسية: Office Chérifien des Phosphates) هي مجموعة مغربية متخصصة في استخراج وإنتاج وبيع الفوسفاط ومشتقاته. تعدّ مجموعة المكتب الشريف للفوسفاط من الشركات الرائدة على المستوى العالمي في سوق الفوسفاط والمنتجات المشتقة منه ويمتد نشاطها إلى القارات الخمس، كما أنها أول مقاولة في المملكة المغربية.
كما تساهم هذه المجموعة في عدة مجالات وأنشطة رياضية، ثقافية، ترفيهية وبيئية وخصوصاً تلك التي تقام في المغرب.

## شخصيات
- أبراهام السرفاتي: مهندس وسياسي مغربي
- إدريس بنهيمة، مهندس استغلال سابق في منجم سيدي الضاوي ومدير سابق الاستغلال بمركز خريبكة

## المديرون العامون
جاك أندري بوندون: مدير عام سابق (1944-1958)
محمد الزغاري: سياسي مغربي تقلد منصب نائب رئيس الحكومة سنة 1955 و مديرا عاما سابقا للمكتب الشريف للفوسفاط،
محمد كريم العمراني، مدير عام سابق
محمد فتاح: مدير عام سابق
مراد الشريف: مدير عام سابق (28 فبراير 1995-11 نوفمبر 1999)
محمد برادة: مدير عام سابق (11 نوفمبر 1999-)
ادريس جطو: مدير عام سابق للمكتب الشريف للفوسفاط و سياسي مغربي تقلد عدة مناصب: وزير الداخلية (2001-2002)، وزيرا أولا (2002-2007)
مراد الشريف: مدير عام سابق (-فبراير 2006)
مصطفى التراب، رئيس مدير عام منذ فبراير 2006

## التاريخ
تأسس المكتب الشريف للفوسفاط في المغرب عام 1920 باسم مكتب الشريف للفوسفاط بموجب مرسوم ملكي.
بدأ المكتب الشريف للفوسفاط نشاطه في التنقيب عن الفوسفاط ومعالجته بتاريخ 1 مارس 1921، بافتتاح أول منجم في مفاسيس في رواسب خريبكة هو أغنى حقل الفوسفاط في العالم. بدأ نقل الفوسفات إلى ميناء الدار البيضاء في نفس العام، والذي سمح بأول تصدير للفوسفاط في 27 يوليو 1921.
بعد ذلك، أطلق المكتب الشريف للفوسفاط مواقع تعدين أخرى في اليوسفية عام 1931 وببن جرير عام 1976، وأطلق إنتاجًا كيميائيًا في آسفي عام 1965 والجرف الأصفر عام 1984.

### ملكية
في عام 2008، أصبحت مجموعة المكتب الشريف للفوسفاط شركة محدودة. حاليا 95٪ من مجموعة المكتب الشريف للفوسفاط مملوكة للدولة المغربية و 5٪ لصناديق استثمارية للبنك المركزي الشعبي.

### التطوير
- 1920 تأسيس المكتب الشريف للفوسفاط
- 1921 انطلاق الإنتاج التعديني بخريبكة
- 1931 إطلاق إنتاج التعدين في اليوسفية
- 1965 إطلاق الإنتاج الكيميائي في آسفي
- 1976 اقتناء 65٪ من فوسبوكراع
- 1980 بدء الإنتاج التعديني في موقع بن جرير
- 1984 إطلاق إنتاج الكيماويات في الجرف الأصفر
- 1996 تدشين مصنع حامض الفوسفوريك المنقى بالجرف الأصفر
- 1999 تسليم جائزة الجودة لسنة 98 لمجموعة المكتب الشريف للفوسفاط[11]
- 2002 أصبح المكتب الشريف للفوسفاط المالك الوحيد لـفوسبوكراع
- 2006 المكتب الشريف للفوسفاط يصبح (م ش ف)
- 2008 تحول مكتب الشريف للفوسفات إلى شركة (OCP S.A)
- 2011 مشروع مشترك مع جاكوبس الهندسية.
- 2013 مشروع مشترك مع شركة دو بونت.
- 2014 إطلاق خط أنابيب الطين بين خريبكة والجرف الأصفر.
- 2016 إنشاء المكتب الشريف للفوسفاط فرع أفريقيا (OCP Africa)
- 2018 افتتاح جامعة محمد السادس متعددة التخصصات التقنية ومشروع مشترك مع شركة آي بي إم.
- في عام 2007، حددت مجموعة المكتب الشريف للفوسفاط لنفسها هدفًا لزيادة إنتاجها من الأسمدة ثلاث مرات بحلول عام 2020.
- تلعب مجموعة المكتب الشريف للفوسفاط دورًا اقتصاديًا واجتماعيًا هامًا في المغرب. تمثل قيمة الفوسفات ومشتقاته ما يقرب من ربع صادرات البلاد وحوالي 3.5٪ من الناتج المحلي الإجمالي في عام 2010.
- في عام 2016، أكدت وكالة فيتش للتصنيف الائتماني تصنيف «درجة الاستثمار» لمجموعة المكتب الشريف للفوسفاط.
- بعد موافقة الهيئة المغربية لسوق الرساميل (AMMC) في 9 ديسمبر 2016، تمكنت مجموعة المكتب الشريف للفوسفاط من الوصول إلى 10.2 مليار درهم من السندات من المجتمع الوطني. هذا القرض هو الأكبر على الإطلاق في السوق المغربية.[12]
- في فبراير 2016، أنشأت مجموعة المكتب الشريف للفوسفاط شركة فرعية جديدة باسم المكتب الشريف للفوسفاط فرع أفريقيا، وهي مسؤولة عن قيادة تطوير المجموعة في سوق الأسمدة الأفريقية من خلال شبكة من الشركات التابعة في 12 دولة أفريقية.
- في نفس العام، تبنت المكتب الشريف للفوسفاط ثقافة داخلية جديدة، تسمى الحركة "Le Movement"، تهدف إلى إعادة تركيز المجموعة بقوة أكبر على الابتكار.

عمليات

## المناجم والمواقع الرئيسية

### خريبكة
تم افتتاح أول منجم لمجموعة المكتب الشريف للفوسفاط في خريبكة عام 1921. منطقة خريبكة بها أغنى رواسب الفوسفات في العالم. في عام 2014، تم إطلاق خط أنابيب الطين بين خريبكة والجرف الأصفر، والذي ينقل الفوسفات من المناجم إلى منشأة المعالجة بأمان وكفاءة. خط الأنابيب، وهو أطول خط أنابيب يعمل بالجاذبية في العالم، يوفر أكثر من 3 ملايين متر مكعب من المياه سنويًا، فضلاً عن كمية كبيرة من الطاقة. يعمل في الموقع عدد من الأشخاص أكثر من أي منجم OCP آخر، وهو أكثر من 6100 شخص. في عام 2016، أنتج المنجم 18.9 مليون طن من صخور الفوسفات، أو 70٪ من إجمالي إنتاج المجموعة.
- في 1994، بدأت مجموعة المكتب الشريف للفوسفاط مشروع منجمي جديد في سيدي شنان بمنطقة خريبكة. بدأ إنشاء مصنع حامض الفوسفوريك المنقى في الجرف الأصفر في عام 1996 وبدأ الإنتاج في عام 1998.
- في عام 2014، افتتحت مجموعة المكتب الشريف للفوسفاط خط أنابيب الطين الذي يربط خريبكة بالجرف الأصفر، وهو تقدم تقني في نقل الفوسفات.
- في فبراير 2016، تم افتتاح مصنع لإنتاج الأسمدة مخصص بالكامل لأفريقيا في الجرف الأصفر، مجمع الأسمدة الأفريقي. متصلاً بخط أنابيب الطين، سيتم دمج شركة الجرف للأسمدة 4 بالكامل وسيكون له مصنع الطاقة الحرارية الخاص به. هذه المحطات لا تجعل الجرف الأصفر مكتفية ذاتيًا تمامًا من الطاقة فحسب، بل تخلق أيضًا فائضًا من الطاقة يغذي محطة تحلية مياه البحر بالمجمع.

### جنتور (بن جرير واليوسفية)
يتكون الغنطور من منشأتين تعدينيتين، بن جرير واليوسفية، ويمتلك ثاني أكبر احتياطي من الفوسفات في المغرب بنسبة 37٪ من الإجمالي.
افتتح المنجم في بن جرير عام 1980، ويقع على بعد 70 كم شمال مراكش.
في عام 2016، أنتجت المناجم 6.3 مليون طن من صخور الفوسفات، وهو ما يمثل 23٪ من إجمالي إنتاج المجموعة. منذ عام 2017، كان المنجم أحد مواقع الاختبار التابعة لجامعة محمد السادس للفنون التطبيقية وهو مفتوح للمجتمع العلمي ويسمح للباحثين من الجامعات الشريكة باختبار الحلول الشاملة في المجالات الرئيسية. يطلق على هذا المنجم التجريبي اسم «منصة تكنولوجيا التعدين المتقدمة»، وله أغراض عديدة.
ينقل المكتب الوطني للسكك الحديدية صخور الفوسفاط من بن جرير إلى آسفي عبر القطار.
يتم تنظيم أنشطة المجموعة في نموذج متكامل يغطي جميع عمليات سلسلة القيمة من استخراج الفوسفات إلى إنتاج وتسويق المنتجات المختلفة بما في ذلك الأسمدة وحمض الفوسفوريك.
منجم اليوسفية هو ثاني أهم منجم للاقتصاد المغربي بعد منجم خريبكة. كما أنها ثالث أكبر منتج للفوسفات في العالم.
منذ عام 1998، قام المكتب الشريف للفوسفاط بتشغيل منجم بوشان الواقع على بعد 40 كم من اليوسفية. تتم معالجة الفوسفات من هذا المنجم في اليوسفية.

### الجرف الأصفر
تعتبر منصة معالجة الجرف الأصفر أكبر مجمع أسمدة في العالم. افتتحت المرحلة الأولى من الموقع في عام 1984 وتم توسيعه عدة مرات منذ ذلك الحين. يتم تصنيع المنتجات باستخدام صخور الفوسفاط المستخرجة في خريبكة. أنتج الموقع 4.63 مليون طن من الأسمدة في عام 2016، بما في ذلك 1.86 مليون طن من حامض الفوسفوريك و 1.91 مليون طن من الأسمدة و 1.14 مليون طن من DAP. تم إنتاج أكثر من 30 سمادًا مختلفًا لتناسب أنواع التربة المختلفة. يتكون المجمع من عدة وحدات بما في ذلك الأحدث، مجمع الأسمدة الأفريقي و شركة الجرف للأسمدة 2. الموقع هو أكبر مصدر للأسمدة في العالم. يحتوي الموقع على محطة لتحلية المياه بسعة 25 مليون متر مكعب سنويًا - منذ إنشائه، أدى ذلك إلى تقليل كمية المياه التي تستهلكها المحطة من المصادر المحلية بشكل كبير.

### آسفي
أول موقع كيميائي لمجموعة المكتب الشريف للفوسفاط، بدأ مجمع صافي أنشطته في عام 1965 لمعالجة صخور الفوسفاط من بن جرير. بالإضافة إلى وحدات إنتاج الأسمدة وحمض الفوسفوريك، يحتوي الموقع على وحدة غسيل الفوسفات ومصنع حامض الكبريتيك.
في عام 2016، أنتج الموقع 1.5 مليون طن من حامض الفوسفوريك و 832.6 كيلو طن من سماد فوسفات ثلاثي الصوديوم. تمثل هذه الأرقام أعلى أرقام الإنتاج في تاريخ الموقع. ينتج الموقع الأسمدة لكل من الأسواق المحلية والدولية.

### فوسبوكراع (شركة تابعة)
في عام 1976، استحوذ المكتب الشريف للفوسفاط على 65٪ من منجم فوسبوكراع (بوكراع العيون) في الصحراء الغربية وأصبح المالك الوحيد في عام 2002. ولأن الصحراء الغربية إقليم غير متمتع بالحكم الذاتي، فإن شرعية التعدين من قبل دولة أجنبية أمر مثير للجدل بموجب القانون الدولي. نتيجة لذلك، حرمت العديد من الصناديق من مشتري الفوسفات الذي تستخرجه فوسبوكراع، وانخفضت الصادرات.
بدأت العمليات في المنجم في الأصل عام 1972 ؛ وتشمل أنشطتها تعدين ومعالجة وتسويق صخور الفوسفات. يمثل منجم بوكراع حوالي 2٪ من إجمالي احتياطي الفوسفات المغربي، و 4.6٪ من إجمالي إيرادات مجموعة المكتب وحوالي 8٪ من إجمالي الصخور المستخرجة.
يتم إعادة استثمار 100٪ من الأرباح المحققة في المنطقة في المجتمع المحلي من خلال مؤسسة فوسبوكراع. ساعدت مؤسسة فوسبوكراع حتى الآن أكثر من 50000 شخص من خلال برامجها المختلفة في التعليم والصحة وريادة الأعمال.
تقع أنشطة فوسبوكراع في 3 أماكن مختلفة
المقر الرئيسي الكائن بمدينة العيون
يقع مصنع التجهيز والمرفأ على شاطئ العيون، على بعد 20 كم جنوب غرب المقر. يستخدم حزام النقل بطول 102 كم لنقل الفوسفات من المنجم.
تقع أنشطة التعدين على بعد 140 كم عن طريق البر في بوكراع، حتى الآن بعيدًا عن أي منطقة شحن محتملة.
المساعدة في تطوير سلسلة القيمة في هذا الموقع، تستثمر المكتب الشريف للفوسفاط 2.2 مليار دولار لبناء مصنع لمعالجة الفوسفات، وإنتاج الأسمدة وحمض الفوسفوريك. من المتوقع أن يوفر البرنامج أكثر من 5000 وظيفة في المنطقة.
يقول فوسبوكراع إن المشروع سيواصل سياسة توظيف العمال المحليين، الذين يقولون إنهم يشكلون 76٪ من القوة العاملة، بعد أن كان 4٪ فقط في عام 1976، تم تحقيقه من خلال برامج التوعية والتدريب، والتي أدت أيضًا إلى وجود مئات العمال. تم تدريبهم على القيام بأعمال ماهرة في موقع المجموعات في الشمال. ومع ذلك، فإن الأرقام التي نشرتها فوسبوكراع موضع خلاف من قبل نشطاء محليين، بما في ذلك Western Sahara Research Watch، التي تشير إلى أن تسمية «العمال المحليين» لا تميز بين المستوطنين والسكان الأصليين.

## في باقي العالم
في حين أن غالبية عمليات المكتب الشريف للفوسفاط تتمركز في المغرب بسبب احتياطياتها الكبيرة من الفوسفات، فقد توسعت الشركة عالميًا في المعالجة والبيع والتوزيع. لدى الشركة أكثر من 160 عميلًا في 5 قارات. تدعم الشركات أيضًا المجتمعات التي تعمل فيها من خلال تحليل التربة لتخصيص الأسمدة وفقًا للاحتياجات المحددة.

### أمريكا الشمالية
تأسست المكتب الشريف للفوسفاط فرع أمريكا الشمالية ومقرها نيويورك في عام 2019. وتجري الشركة أبحاثًا في سوق أمريكا الشمالية، بالإضافة إلى تحليل التربة لتحسين تخصيص الأسمدة. في أوائل عام 2020، ستتولى إدارة المبيعات والتسويق في أمريكا الشمالية لـلمكتب الشريف للفوسفاط ، بناءً على الأبحاث التي تم إجراؤها. تقوم المكتب الشريف للفوسفاط فرع أمريكا الشمالية أيضًا ببناء مجموعة من الشراكات والمبادرات في المنطقة المصممة لتعزيز التزام المكتب الشريف للفوسفاط بالتغذية النباتية المستدامة. كما هو الحال مع بقية المجموعة، تقوم المكتب الشريف للفوسفاط فرع أمريكا الشمالية ببناء علاقات قوية مع الأكاديميين وشركاء البحث والتطوير والابتكار عبر أمريكا الشمالية.

### أمريكا الجنوبية
تقع أكبر عمليات المكتب الشريف للفوسفاط في أمريكا الجنوبية في البرازيل. تتكون عمليات الشركة البرازيلية من شركتين، المكتب الشريف للفوسفاط فرع البرازيل و OCP Fertilizantes ، يقع مقرهما في ساو باولو. تقوم الشركة بأبحاث السوق والمنافسين بالإضافة إلى العمل مع المزارعين لإنشاء أفضل الأسمدة لاحتياجاتهم. تساعد الشركة أيضًا في تسويق وبيع وتوزيع منتجات المكتب الشريف للفوسفاط في الدولة. ارتفعت مبيعات المكتب الشريف للفوسفاط في البلاد بنسبة 20٪ في الربع الأول من عام 2019.

### الهند
تقوم المكتب الشريف للفوسفاط فرع الهند بأبحاث السوق والتربة من أجل زيادة مبيعات منتجات المكتب الشريف للفوسفاط في الدولة. تقوم الشركة بإدارة ودعم المبيعات والتسويق لعملاء المكتب الهنود. تقوم الشركة ببناء مصنع للأسمدة مع شركة Krishak Bharati Limited (Kribhco) تبلغ طاقته الإنتاجية 1.2 مليون طن سنويًا - تبلغ قيمة الاستثمار المشترك 230 مليون دولار أمريكي. ستستخدم الوحدة الفوسفات المنقول من منشآت المكتب الشريف للفوسفاط في المغرب، وستكون الشركة مسؤولة أيضًا عن شحن المنتجات.

### آسيا والمحيط الهادئ (APAC)
لدى المكتب الشريف للفوسفاط وظيفة بحث ومبيعات وتسويق في منطقة آسيا والمحيط الهادئ ومقرها سنغافورة وبكين. يجري بناء مصنع لمعالجة الأسمدة في سنغافورة للسماح بسهولة التخصيص الشامل للمنتجات للأسواق المحلية.

### أفريقيا
تأسست كشركة فرعية مملوكة بالكامل لـ OCP S.A في عام 2016، تعمل الشركة كموزع لمنتجات المكتب الشريف للفوسفاط بالإضافة إلى منشآت تشغيل لإنتاج الأسمدة. يتم توسيع هذه القدرة بسرعة بعد برنامج استثماري واسع النطاق. تعتبر مجموعة المكتب الشريف للفوسفاط إفريقيا سوقًا رئيسيًا للنمو بسبب إمكاناتها غير المستغلة بسبب الاستخدام المنخفض نسبيًا للأسمدة، والذي ينعكس في غلة المحاصيل التي تقل عن المتوسط لكل هكتار. يشمل الدعم المقدم برامج التدريب وتحليل التربة الذي يسعى إلى مساعدة المزارعين على الاستفادة القصوى من أراضيهم. يعمل المكتب الشريف للفوسفاط بإفريقيا في 16 دولة أفريقية ولديها 12 شركة فرعية. من المقرر أن تتوسع أكبر عملية المكتب الشريف للفوسفاط الأفريقية خارج المغرب، في إثيوبيا، بشكل كبير بعد الانتهاء من وحدة مزج جديدة للأسمدة من شأنها زيادة المعروض من الأسمدة المخصصة.
تعهد بنك التنمية الأفريقي (ADB) بدعم المبادرات المختلفة لمجموعة OCP لصالح القارة الأفريقية.

## الشركات التابعة والمشاريع الرئيسيه المشتركة

### مركز السياسات للجنوب الجديد
مركز السياسات للجنوب الجديد، المعروف سابقًا باسم OCP Policy Center ، هو مركز أبحاث مغربي موجه للسياسات مقره في الرباط، المغرب، ويهدف إلى تعزيز تبادل المعرفة والمساهمة في النقاش حول القضايا  الاقتصادية والعلاقات الدولية الرئيسية. تأمل المنظمة في تقديم آفاق جديدة للنقاش الدولي باستخدام تحليل السياسات العامة والتشاور، مع تعزيز التعاون الدولي من أجل تنمية البلدان في نصف الكرة الجنوبي. وتدعم مؤسسة المكتب الشريف للفوسفاط المركز. في عام 2010، دخلت مجموعة OCP في مشروع مشترك مع جاكوبس الهندسية. أحد أكبر مزودي الخدمات الفنية والمهنية وخدمات البناء في العالم. تم تسمية الشركة الجديدة باسم جاكوبس إينجينيرينغ المغرب، ستزود المكتب الشريف للفوسفاط وكذلك الصناعات الأخرى في إفريقيا بأدوات عالمية المستوى لدعم إستراتيجيته الصناعية في بناء مشاريع بنية تحتية جديدة كان أولها مصانع كيميائية جديدة، وتتخصص الشركة أيضًا في التعدين والطاقة والمياه والبنية التحتية والتخطيط والنقل والبيئة. أصبحت الشركة منذ ذلك الحين رائدة في هذه القطاعات. يوظف المشروع المشترك أكثر من 1700 شخص، 1500 منهم في المغرب منهم 1000 وظيفة هندسية عالية المهارة. الشركة الآن مملوكة بالكامل لـلمكتب الشريف للفوسفاط.

### دوبونت
في عام 2013، شكلت مجموعة المكتب الشريف للفوسفاط مشروعًا مشتركًا مع دوبونت أحد أكبر منتجي الكيماويات في العالم. وستقدم شركة DuPont OCP Operations Consulting JV خدمات استشارية بشأن تحسينات السلامة والبيئة والتشغيل. سيتم تقديم هذه الخدمات لتحسين بيئة الأعمال في المغرب وعبر إفريقيا. يهدف JV إلى تقديم خدمات دوبونت المعترف بها عالميًا باستخدام بصمة المكتب الشريف للفوسفاط الرائدة في المنطقة.
في عام 2017، أعلنت مجموعة المكتب الشريف للفوسفاط عن مشروع مشترك مع شركة IBM Inc. إحدى أكبر مزودي تكنولوجيا المعلومات والبرمجيات في العالم. يقدم المشروع المشترك، المسمى TEAL Technology Services ™، الخدمات الرقمية وخدمات تكنولوجيا المعلومات لعدد من القطاعات من الزراعة إلى الصناعة. ستنفذ TEAL تقنيات متقدمة مثل التحليلات والمعرفة وإنترنت الأشياء (IoT) وستطور خدمات مخصصة، بالاعتماد على خبرة المكتب الشريف للفوسفاط و آي بي إم ، بينما تهدف أيضًا إلى خلق فرص عمل ماهرة في قطاعي تكنولوجيا المعلومات المغربي والإفريقي. من المأمول أن تستفيد TEAL من موقع المكتب الشريف للفوسفاط و آي بي إم كرائد في السوق في مجالات تخصصهما للمساعدة في تسهيل ثورة رقمية في إفريقيا.

### برايون
برايون تكنولوجيز هي مشروع مشترك بين مجموعة المكتب الشريف للفوسفاط وشركة الاستثمار الإقليمية فالونيا. تأسست الشركة الأصلية في عام 1882 في بلجيكا باسم Société Anonyme Métallurgique de Prayon، وهي شركة منتجة للزنك. في عام 1996، اشترت المكتب الشريف للفوسفاط نصف الأسهم. تتخصص الشركة في البحث والتطوير الكيميائي وإيجاد المركبات وتطويرها وتطوير حالات استخدامها. تم الاعتراف بالشركة من خلال خبرة المكتب الشريف للفوسفاط كشركة رائدة في إبداع الفوسفات.

## هوية الشركة
الحركة للمساعدة في دفع الأعمال إلى الأمام، أطلقت المجموعة فلسفة جديدة للعمل الداخلي في عام 2016، "Le Mouvement" («الحركة»). يدعو المخطط جميع الموظفين إلى إطلاق العنان لإمكاناتهم وإطلاق العنان لإبداعهم. منحهم الوسائل والوقت اللازمين للعمل على موضوع من اختيارهم، طالما أنهم يخلقون قيمة لـلمكتب الشريف للفوسفاط ويتركون منطقة الراحة الخاصة بهم للابتكار. للحركة ثلاثة أهداف رئيسية: جعل المكتب الشريف للفوسفاط شركة عالمية أكثر، وشركة رقمية، وشركة من المتعلمين. منذ إطلاقه، ظهرت بالفعل مناهج إدارية وتنظيمية جديدة، وابتكارات تخريبية، وعقلية جديدة وغيرت بشكل عميق طريقة تفكيرنا وفعل الأشياء. يهدف إلى دفع الشركة إلى الأمام من خلال زيادة مشاركة الموظفين وتعزيز ريادة الأعمال.

### الاستدامة والتأثير الاجتماعي
المكتب الشريف للفوسفاط هي واحدة من العديد من الشركات الكبرى التي تتطلع بشكل متزايد نحو مفهوم الاقتصاد الدائري. تتخذ المكتب الشريف للفوسفاط هذا الاعتقاد وتدعم ذلك من خلال إعادة تصور مجموعة كاملة من عملياتها الصناعية من أجل تقليل أثرها البيئي. مع كون المغرب بلدًا يعاني من إجهاد مائي، كان تأثير استخدام المكتب الشريف للفوسفاط للمياه كبيرًا. ومع ذلك، من خلال تحلية المياه وإعادة تدويرها، تولد OCP الآن 30٪ من مياهها من هذه المصادر المستدامة وتخطط للوصول إلى 100٪ خلال العقد القادم. بالإضافة إلى توفير المزيد من الإمدادات المستدامة، قللت OCP أيضًا من استخدامها للمياه من خلال إدخال خط أنابيب الطين، وهي مبادرة توفر أكثر من 3 ملايين متر مكعب من المياه سنويًا.
من أجل مواجهة كثافة الطاقة في عمليات الشركة، فإن المجموعة في طريقها لتلبية 90٪ من احتياجاتها من الطاقة سواء من مصادر الطاقة المتجددة أو التوليد المشترك بحلول عام 2020. ستوفر هذه الخطوة أطنانًا من ثاني أكسيد الكربون من دخول الغلاف الجوي. على مدى السنوات القليلة المقبلة، ستكون جميع احتياجات المكتب الشريف للفوسفاط متجددة أو مشتركة - مما يساعد المكتب الشريف للفوسفاط على تحقيق جانب آخر من رؤيتها الدائرية. تنتج المكتب الشريف للفوسفاط 400 جيغاواط ساعة من الطاقة المتجددة سنويًا والتي يتم استخدامها عبر مواقعها، حيث تحصل مواقع بن جرير واليوسفية وفوسبوكراع على 100٪ من طاقتها من هذه المصادر.
التزمت المجموعة أيضًا بتنشيط مواقع التعدين السابقة والسماح للمجتمعات المحلية بتوليد دخل إضافي بالإضافة إلى ترك مواقع المناجم السابقة في حالة بيئية أفضل من العمليات السابقة. تتم مراجعة برامج الاستدامة والبيئة في المكتب الشريف للفوسفاط وفقًا لمعيار تدقيق GRI المعترف به دوليًا.

## المشاركة
أطلقت Act4Community OCP أيضًا قانون Act4Community كطريقة جديدة للتواصل مع المجتمعات المحلية من خلال دعم تنميتها، مع التركيز الحقيقي على توليد قيمة طويلة الأمد من خلال زيادة فرص العمل وتحويل الأفكار إلى مشاريع. تهدف الخطة إلى الاستفادة من ثقافة الشركة في ريادة الأعمال الفردية، باستخدام خبرة الموظفين وموارد المكتب الشريف للفوسفاط المؤسسية للسعي إلى تحسين عدد من المجالات، من الصحة والتعليم والتدريب، فضلاً عن البيئة. الهدف طويل المدى لهذا المشروع هو المساعدة في تطوير ريادة الأعمال لموظفي المكتب الشريف للفوسفاط في نفس الوقت لزيادة دخل السكان المحليين ومستويات معيشتهم - وكذلك مساعدة المكتب الشريف للفوسفاط على توسيع قاعدة مهاراتها المحلية والموردين.
تتعاون Act4Community مع العديد من المنظمات غير الحكومية في جميع أنحاء العالم، وقد تعاونت مؤخرًا مع إن بي أي لإطلاق برنامج مهارات كرة السلة في المغرب ورواندا. الموقع الأول الذي كان في مدينة التعدين خوريجبا. المشروع بالشراكة مع Charity Hoops4Hope وأسطورة الدوري الاميركي للمحترفين راي ألين.

### مؤسسة OCP
تم إنشاء مؤسسة المكتب الشريف للفوسفاط في عام 2007 وتم الاعتراف بها في المغرب كمنظمة ذات منفعة عامة في عام 2013، ويتمثل الهدف الرئيسي لمؤسسة المكتب الشريف للفوسفاط في تنفيذ الالتزام الاجتماعي للمجموعة. يتم تمويل المؤسسة من خلال تبرعات المكتب الشريف للفوسفاط. بينما تعمل المؤسسة بشكل رئيسي في المغرب، تقوم المنظمة أيضًا بتنفيذ أنشطة في جميع أنحاء العالم. تشمل المجالات التي تركز عليها المؤسسة، التعليم وريادة الأعمال، والرعاية الصحية، وتدريب المزارعين على أفضل الممارسات لزيادة الغلة. تهدف المؤسسة إلى تمكين الناس من إحداث تغيير إيجابي في عالمهم.

### مؤسسة فوسبوكراع
تمتلك مؤسسة فوسبوكراع نطاقًا مشابهًا لمؤسسة المكتب الشريف للفوسفاط، ولكن يتم تمويلها من قبل المكتب الشريف للفوسفاط وشركة فوسبوكراع التابعة المملوكة بالكامل للشركة. قامت المؤسسة بتحسين نتائج التعليم والتدريب بشكل ملحوظ في المناطق الجنوبية من المغرب، حيث قامت بتدريب أكثر من 14000 طالب في مراكز تعليمية جديدة تساعد على دعمهم في تطورهم الشخصي والمهني. تساعد المؤسسة أيضًا في مكافحة النقص التاريخي في الرعاية الصحية في المنطقة وقدمت العلاج لأكثر من 60 ألف شخص. تقوم المنظمة حاليًا ببناء 600 هكتار للتعليم والمشاريع والمدينة الثقافية بالقرب من العيون، تكنوبول فم الواد. سيتكلف المشروع أكثر من 200 مليون دولار وسيتم بناؤه وفقًا لأعلى المعايير البيئية وسيحسن بشكل كبير الوصول إلى التعليم العالي في الجنوب.

## استثمارات
2022
المكتب الشريف للفوسفاط يستثمر 12.3 مليار دولار للاعتماد على الطاقة المتجددة.
المكتب الشريف للفوسفاط يتجه نحو تصنيع الأمونيا الخضراء باستثمار 7 مليارات دولار.
2024
إستثمار أخضر : التوقيع على 3 اتفاقيات قروض بقيمة 188 مليون دولار بين البنك الإفريقي للتنمية ومجموعة المكتب الشريف للفوسفاط
وقع المجمع الشريف للفوسفاط، والبنك الإفريقي للتنمية، يوم الاثنين 19 فبراير 2024 بالرباط، على 3 اتفاقيات قروض بقيمة 1,9 مليار درهم (188 مليون دولار).
وتدخل هذه الاتفاقيات في إطار تمويل برنامج الاستثمار الأخضر التابع لمجموعة المكتب الشريف للفوسفاط، والذي يروم تزويد جميع المنشآت الصناعية للمجموعة بالطاقة الخضراء في أفق 2027، والتي ستمكن من تزويد القدرات الجديدة لتحلية مياه البحر من أجل تلبية احتياجات المجموعة.
ويصل القرض الأول بقيمة 550 مليون درهم (150 مليون دولار)، من البنك الإفريقي للتنمية، والقرض الثاني بقيمة 66 مليون درهم (18 مليون دولار) من صندوق المناخ التابع لبنك التنمية الكندي الأفريقي (CACF)، سيخصصان لتمويل بناء ثلاثة مصانع نموذجية لتحلية مياه البحر، مضيفا أن القدرة السنوية الإجمالية لمصانع مجموعة المكتب الشريف للفوسفاط هذه، ستبلغ 110 ملايين متر مكعب.
وأوضح البنك أنه فضلا عن تحقيق استقلالية المواقع الصناعية والمنجمية لمجموعة المكتب الشريف للفوسفاط من المياه غير التقليدية، سيمكن المشروع من توفير ما يناهز 75 مليون متر مكعب من المياه الصالحة للشرب لمدينتي آسفي والجديدة والمناطق المجاورة لمصانع آسفي والجرف التابعة للمكتب، مضيفا أن أكثر من 1,5 مليون شخص سيستفيدون من مياه الشرب هذه.  

## المعطيات المالية
|                                 | 2009 | 2010 | 2011 | 2012 | 2013 | 2014 | 2016 | 2017 | 2021 | 2022  |
| رقم المعاملات (بملايير الدراهم) | 25,3 | 43,5 | 56,4 | 59,4 | 46,2 | 41,4 | 42,4 | 48,5 | 84,3 | 114,5 |
| صافي الأرباح (بملايير الدراهم)  | 1,3  | 8,8  | 16,3 | 14,1 | 7,1  | 7,6  |      |      |      | 28,2  |

## أنشطة
2019
- التوقيع على اتفاقية شراكة بين وزارة الطاقة والمعادن والبيئة والمكتب الشريف للفوسفاط وجامعة محمد السادس متعـددة التخصصـات.[26]
- المكتب الشريف للفوسفاط يطلق في غانا مدرسة متنقلة للتكوين في مجال الممارسات الفلاحية.[27]

2023
- المكتب الشريف للفوسفاط يغطي ملايين الهكتارات من الأراضي الإفريقية بالخرائط[28]
- وزارة التضامن ومجموعة المكتب الشريف للفوسفاط توقعان اتفاقية إطار للنهوض بالتنمية الاجتماعية الدامجة[29]
- المكتب الشريف للفوسفاط وجامعة محمد السادس متعددة التخصصات التقنية يضعان الحجر الأساس لمدرسة الزراعة الرقمية[30]

## وصلات خارجية
- الموقع الرسمي